# Mladina (1924)
Mladina je kot družboslovna in literarna revija izhajala med leti 1924/25 – 1927/28 kot mesečnik v Ljubljani.
Od 7. številke III. letnika je izhajala s podnaslovom Mesečnik za sodobna slovenska kulturna vprašanja. Ta list samostojne kmetske stranke za srednješolsko dijaštvo na prehodu iz prvega v drugi letnik, je izdajal konzorcij »Mladine«, tiskala ga je Tiskarna Merkur, zalagala pa Samostojna kmetijska stranka. Z drugo številko IV. letnika so zaradi finančnih težav prenehali z izdajanjem, vendar so kot nadomestilo in nadaljevanje ustanovili novi list: Svobodna mladina.

## O reviji
Uredništvo Mladine se je zavzemalo za vsebinsko radikalne in tudi utopične socialistične ideje, s posebno prizadevnostjo pa so se avtorji lotevali vprašanja kapitalizma, slovenstva in sočasne kulturne politike. Mladina se je rodila iz stiske v kateri sta se znašli na začetku 19. stoletja dve najmočnejši stranki na Slovenskem, klerikalna in liberalna, ki sta bili lastnici srednješolskih in visokošolskih domov, poleg tega pa sta odločali tudi o podeljevanju štipendij (to graja Miloš Štibler v članku Dijak in politika (I. letnik, 2-4. št.)). Mladina v prvem letniku ni našla ne srednješolskih in tudi ne visokošolskih somišljenikov in je po besedah Ludvika Mrzela dajala »vtis revije za mladino, ki jo pišejo odrasli«.
V Mladini je literaturi bilo dodeljeno precej skromno mesto. Pomembnejše je bilo le Kosovelovo prizadevanje za uveljavljanje načel literarnega ekspresionizma, izstopajo pesmi takrat 19-letnega Antona Ocvirka ter članki o Antonu Podbevšku: Bratko Kreft: Recitacijski večer na šentjakobskem odru (Mladina 1926), Vladimir Premru: Par besed o delovanju g. Antona Podbevška (Mladina 1925/26), Franc Onič: Tretja slika Antona Podbevška (Mladina, 1926/27).
Nekateri sodelavci, ki so v Mladini tudi redno objavljali, so bili: Srečko Kosovel (leta 1925 objavi v Mladini pesem Godba pomladi), Ciril Debevec, Ivan Grahor, Anton Ocvirk (v Mladini objavi svoje prve pesmi), Vladimir Premru, Oton Berkopec, Dušan Kermavner, Radivoj Rehar, idr.

### Uredniki
I. letnik: prvo številko prvega letnika je urejal Ivan Albreht, nato pa je urejanje prevzel Stanko Tomšič

II. letnik: Uredniški odbor

III. letnik: od prve do pete številke je Mladino urejal Bratko Kreft (1926/27), od šeste do desete številke pa sta urednika bila Alfonz Gspan in Vinko Košak (1926/27, 1927/28)

IV. letnik:  prvo in drugo številko zadnjega letnika sta urejala Alfonz Gspan in Vinko Košak.

### Srečko Kosovel
Leta 1925 se je Mladina preusmerila v bojno glasilo skrajne levice mlade kulturne generacije, ki je bila pod vplivom oktobrske revolucije. Pobudnik in glavni organizator te preusmeritve je bil Srečko Kosovel, ki mu je v 1. številki II. letnika urednik Stanko Tomšič zaupal Uvodne besede. V letih 1925/26 so urejanje Mladine prevzeli člani »Literarno-dramatičnega krožka Ivan Cankar«, ki ga je leta 1925 ustanovil Srečko Kosovel in v katerem sta sodelovala še Alfonz Gspan in Bratko Kreft. Ti revijo urejajo kolektivno, vendar pod vodstvom in vplivom Kosovela. Srečevali so se v enosobnem stanovanju Cirila Debevca v prvem nadstropju Križevniške ulice št. 8, v Ljubljani. 
Bratko Kreft je o Kosovelu zapisal, da se je v tem času že odmaknil od konstruktivizma in oblikoval svojo tretjo razvojno stopnjo. Kreft ga je veliko krat prosil za objavo kakšne njegove pesmi, vendar je Kosovel vedno odklonil, češ, da še niso izpiljene. Na koncu sta se ustavila pri Godbi pomladi, katere objave pa Kosovel ni več dočakal, saj je isto leto umrl. Stran pred njo je v Mladino bil vložen list s poročilom o njegovi smrti.